# 文斯洛普街車站
文斯洛普街車站（英語：Winthrop Street station）是紐約地鐵IRT諾斯特蘭大道線的一個地鐵站，位於布魯克林文斯洛普街及諾斯特蘭大道交界，設有2號線（任何時候停站）與5號線（僅平日停站）列車服務。

## 車站結構
| Ground | 街道層   | 出入口                                                                       |
| 月台層 | 側式月台 | 側式月台                                                                     |
| 月台層 | 北行     | ← 往威克菲爾德-241街 (斯特陵街) ← 往伊斯徹斯特-代里大道或涅雷大道 (斯特陵街) |
| 月台層 | 南行     | → 往夫拉特布什大道-布魯克林學院 (教堂大道) →                                 |
| 月台層 | 側式月台 |                                                                              |

此地下車站設有兩個側式月台和兩條軌道。

## 外部連結
- nycsubway.org—Brooklyn IRT: Winthrop Street
- Station Reporter — 2 Train
- The Subway Nut — Winthrop Street Pictures （页面存档备份，存于）
- Winthrop Street entrance from Google Maps Street View （页面存档备份，存于）
- Platforms from Google Maps Street View